# 加藤優 (外野手)
加藤 優（かとう ゆう、1995年5月15日 - ）は、神奈川県秦野市出身 の元女子プロ野球選手。アクロスエンタテインメント所属。神奈川県立厚木商業高等学校卒。ポジションは外野手。血液型O型。
2020年からは横浜DeNAベイスターズのベースボールスクールにてコーチとして活動していたが、
2022年6月から、新たにSunny Catchball 女子野球塾という、小学生女子対象で女性コーチのみで行う日本初の女子野球塾を立ち上げ、活動している。

## 経歴
少年野球チーム、秦野ドリームスの監督だった父の薦めで、野球を始めたのは5歳。小学校3年生からは捕手で、5年生から投手と捕手を両方こなすようになる。6年生の冬に、アメリカで行われた姉妹都市パサデナ市との交流試合に、秦野市少年野球チームの選抜メンバーに選ばれ参加した。背番号3番で投手と捕手で出場した。
秦野市立大根中学校入学後は、二ノ宮大磯リトルに入団し、中学1年生の夏まで所属。全国大会に出場した。二ノ宮大磯リトルを卒団後、秦野ボーイズに所属。2年生になり、関東ボーイズリーグの西武ドームで行われた開会式で、ベーラン競争女子の部が初めて行われ、初代女王となる。その夏、ボーイズリーグに所属する女子の選抜チームが組まれ、史上初のボーイズリーグ女子選抜、東西対抗戦が行われた。背番号10番で、1番レフトで出場。リリーフで途中から登板した。初回先頭打者ランニングホームランを放ち、優秀選手賞に選ばれる。3年生の夏に、男子に混ざり、報知オールスターの神奈川県西選抜に選ばれる。
高校に入学後、ソフトボール部のメンバーとして活躍するが、野球のことが捨てきれず1年の11月で退部、在学中から、アサヒ産業（本社：東京都荒川区） の企業チーム、アサヒトラスト女子硬式野球部に入団。背番号10番。高校3年生のとき、侍JAPAN女子代表のトライアウトに合格し、3回目の挑戦で初めて女子野球日本代表候補選手になる。しかし翌年5月、最終選考で落選。この時フジテレビ系「ミライ☆モンスター」で取り上げられ、話題になる。高校卒業後は選手だけでなく、介護の仕事をしながら野球をしていた。
2015年9月に女子プロ野球の合同トライアウトのテストで合格。

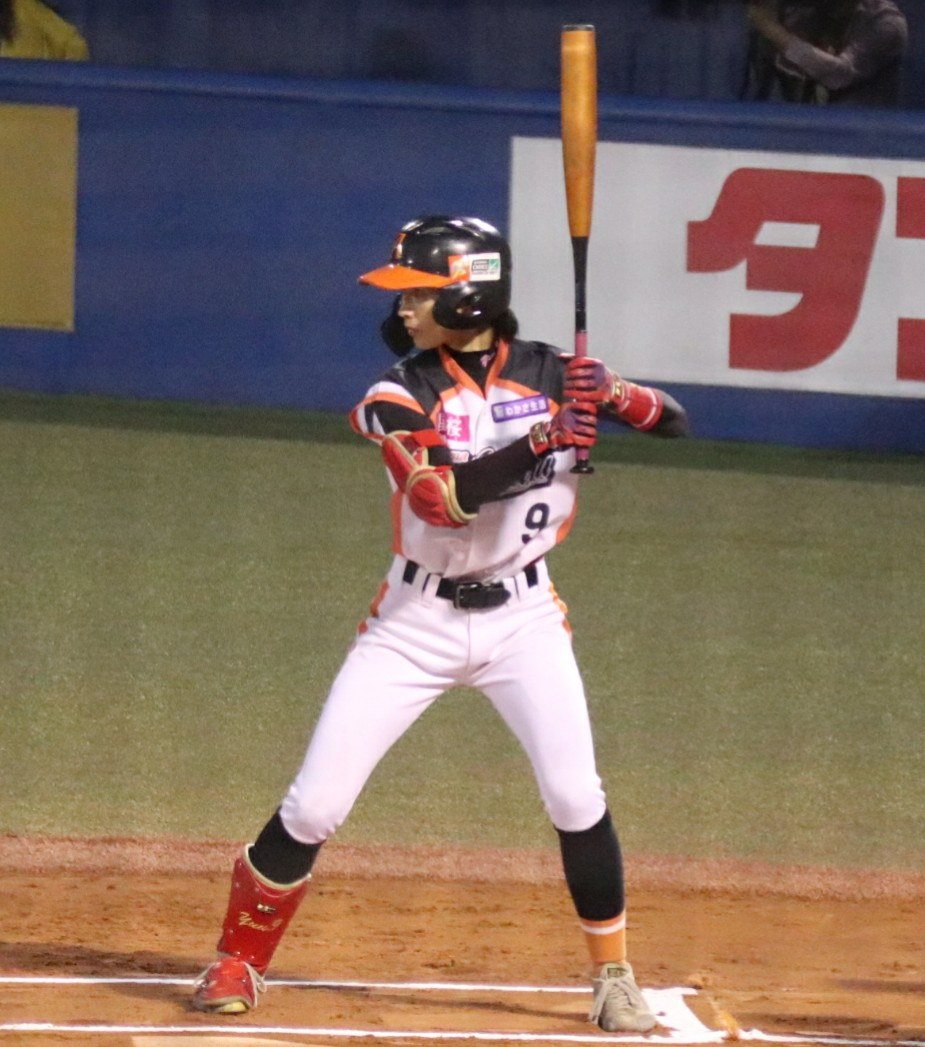
打席での加藤優選手

自身の趣味として音楽も嗜んでいたが、同年10月には『ファイト!たったひとりの応援歌』（ユニバーサル・ミュージック）でCDデビューを果たし、「きみのそら」では作詞・作曲をこなした。
埼玉アストライアに入団後、2016年4月9日の開幕戦でデビュー、「美しすぎる女子プロ野球選手」として話題。5月15日には、史上初の男子プロ野球と女子プロ野球のスペシャルコラボマッチがほっともっとフィールド神戸で開催され ｢オリックス・バファローズVS福岡ソフトバンクホークス」の試合で、自身初の始球式を川端友紀（埼玉アストライア）とダブル始球式という形で務めた。これをきっかけに、オリックスファンになり、埼玉在住にもかかわらず関東の試合だけではなく、京セラドーム大阪や、ファームの舞洲サブ球場へ観戦に訪れるなど、熱狂的なオリ姫として知られている。同年6月14日には岐阜市で日本生命セ・パ交流戦の「中日ドラゴンズVS千葉ロッテマリーンズ」で里綾実（兵庫ディオーネ）とダブル始球式を務めた。その年、目標としていた最優秀新人賞は逃したものの、新人特別賞を受賞した。12月1日には埼玉県警察浦和東警察署の1日署長に就任した。
師匠と仰ぐオリックスの後藤駿太とは2017年1月に合同自主トレを行った。
2018年5月19日にほっともっとフィールド神戸で埼玉西武ライオンズとオリックス・バファローズで始球式を行った。
日本女子プロ野球機構が開催している「美女9総選挙」では2018年、2019年と二年連続一位となり連覇を達成した。なお2019年では同時に開催された｢イケメン9総選挙｣でも7位にランクインした。
2019年11月1日に今季限りで女子プロ野球リーグを退団することが発表された。8日にわかさスタジアムで行われた退団試合の最終打席で中前安打を放ち、女子プロ野球選手として有終の美を飾る。12日に「2019シーズンタイトル表彰」で、ベストナインの外野手部門で初受賞となった。
2020年1月27日、自身のInstagramで2020年シーズンはチームに所属しないことを発表。女子野球普及に繋がる大きな夢に向かって活動する模様。同日、公式YouTubeチャンネル「加藤の優チューブ」を開設。
同年4月1日、横浜DeNAベイスターズの球団ホームページにて、ベースボールスクールコーチに就任することが発表された。
2021年1月12日にGOODJOB女子硬式野球部に所属し、プレーすることを自身のTwitterで発表した。なお、前年から務める横浜DeNAベイスターズのベースボールスクールコーチも引き続き続行する。
同年7月7日、8月7日から開催される大会をもって引退することを発表。翌8日引退を報告。
同年7月23日、「はだのふるさと大使」に就任した。
2023年7月6日、俳優の辻本祐樹との結婚を発表。

## 詳細情報

### 年度別打撃成績
| 年 度     | 球 団        | 試 合 | 打 席 | 打 数 | 得 点 | 安 打 | 二 塁 打 | 三 塁 打 | 本 塁 打 | 塁 打 | 打 点 | 盗 塁 | 盗 塁 死 | 犠 打 | 犠 飛 | 四 球 | 敬 遠 | 死 球 | 三 振 | 併 殺 打 | 打 率 | 出 塁 率 | 長 打 率 | O P S |
| --------- | ------------ | ----- | ----- | ----- | ----- | ----- | -------- | -------- | -------- | ----- | ----- | ----- | -------- | ----- | ----- | ----- | ----- | ----- | ----- | -------- | ----- | -------- | -------- | ----- |
| 2016      | アストライア | 39    | 105   | 89    | 7     | 25    | 2        | 1        | 0        | 29    | 8     | 1     | 0        | 2     | 2     | 9     | -     | 3     | 7     | 4        | .281  | .359     | .326     | .685  |
| 2017      | アストライア | 43    | 138   | 108   | 14    | 24    | 7        | 3        | 0        | 37    | 12    | 0     | 1        | 8     | 0     | 18    | -     | 4     | 16    | 1        | .222  | .354     | .343     | .697  |
| 2018      | アストライア | 43    | 165   | 136   | 16    | 41    | 6        | 0        | 0        | 47    | 14    | 1     | 0        | 6     | 3     | 17    | -     | 3     | 9     | 2        | .301  | .384     | .346     | .730  |
| 2019      | アストライア | 66    | 218   | 191   | 18    | 59    | 8        | 1        | 0        | 69    | 21    | 1     | 0        | 7     | 2     | 15    | -     | 3     | 25    | 5        | .309  | .365     | .361     | .726  |
| JWBL：4年 | JWBL：4年    | 191   | 626   | 524   | 55    | 149   | 23       | 5        | 0        | 182   | 55    | 3     | 1        | 23    | 7     | 59    | -     | 13    | 57    | 12       | .284  | .367     | .347     | .714  |

- 2019年度シーズン終了時。
- 「-」は記録なし。
- 各年度の太字はリーグ最高。

### 記録
- 初出場・初打席：2016年4月9日、対兵庫ディオーネ戦、5回裏に代打で出場、里綾実から遊ゴロ
- 初安打：2016年4月10日、対兵庫ディオーネ戦、6回裏に村田詩歩から右前安打
- 100安打：2019年4月13日、対愛知ディオーネ戦、3回表に久保夏葵から左前安打

### タイトル
- ベストナイン（外野手、2019年）

### 背番号
- 9 （2016年 - 2019年、2021年）

## 出演

### テレビ
- BS朝日「SPORTS X」（2014年6月22日）[24]
- フジテレビ「ミライ☆モンスター」（2015年11月1日）
- フジテレビ「戦闘中」（2016年5月15日、2021年10月24日）
- TBS「KUNOICHI」(2017年2月12日放送)
- 日本テレビ「人生が変わる1分間の深イイ話」（2018年8月13日）[25]
- TBSテレビ「有田哲平の夢なら醒めないで- 美人すぎる〇〇と呼ばれた女の悲哀SP - 」（2018年10月23日）
- TBSテレビ「炎の体育会TV」（2020年8月29日）※マスクドピンクとして出演、野球対決で女子高校生の日高結衣の前に空振り三振

### ウェブテレビ
- ABEMA バズ!パ・リーグ（2020年7月31日‐、ABEMA）解説

### 舞台
- 青空メロディーズ〜2nd melody〜（2024年7月26日、新宿村LIVE）[26]

## CM
- わかさ生活（2017年）
- 花鈴のマウンド（2019年）